# Amtocephale
Amtocephale (лат.) — род растительноядных птицетазовых динозавров, принадлежащих к семейству пахицефалозаврид инфраотряда пахицефалозавров, и живших во время позднего мела в районе современной Монголии. Типовой и единственный вид — Amtocephale gobiensis Watabe et al., 2011.
Вид назван и описан в 2011 году Махито Ватабе (Mahito Watabe), Хишигджавом Цогтбаатаром (Khishigjaw Tsogtbataar) и Робертом Салливаном (англ. Robert Sallivan). Первая часть родового названия обозначает географию находки — местонаходение Амтгай (Amtgai) в аймаке Умнеговь, вторая часть образована от др.-греч. kephale — «голова». Видовое название происходит от пустыни Гоби. Голотип, MPC-D 100/1203, был найден в баинширэинской свите (турон—сантон; около 83,5 миллионов лет). Состоит из черепа и лобной кости[прояснить] незрелой особи.
В результате анализа[какого?] костей Amtocephale был отнесён к семейству пахицефалозаврид. Возможно является древнейшим среди изученных представителей семейства.